# Кодекс о полёте птиц

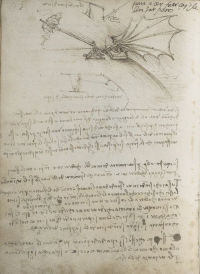
Страница рукописи

«Кодекс о полёте птиц» — кодекс, составленный Леонардо да Винчи в 1505 году и находящийся на данный момент в Королевской библиотеке Турина. Состоит из 18 листов и имеет размер 21 × 15 сантиметров. Содержит описания полёта птиц и технологии летающих аппаратов, созданных Леонардо. Да Винчи проводил испытания этих аппаратов на холме в окрестностях Флоренции, но запуск оказался неудачным.
В этой книге Леонардо впервые отметил, что центр масс летящей птицы не совпадает с центром давления.
Факсимильное издание кодекса было предпринято 1893 году Ф. В. Сабашниковым.